# Anemia blackii
Anemia blackii är en ormbunkeart som beskrevs av Alexander Curt Brade. Anemia blackii ingår i släktet Anemia och familjen Anemiaceae. Inga underarter finns listade.